# Винех
Винех буг. ; ? – 762) је бугарски кан. На пријесто је дошао између 754. и 756. године, након пораза његовог претходника Кормисоша у сукобу с Византијским царством. 756. године, византијски цар Константин V напао је бугарску територију и поразио Винеха у Бици код Макелија 756. године (Карнобат). Бугари су тада присиљени на мир, а Винех је Византији као таоце дао чланове своје породице. Године 759. Константин је поновно напао Бугарску, али га је Винех овај пут поразио, ухвативши његову војску у заседи код Старе планине (Битка у пријевоју Ришки). Винех ту победу није искористио, одбивши да изведе поход на Цариград; претпоставља се да је тиме изазвао незадовољство међу бугарским племством и народом, а што је довело до његовог убиства и масакра његове породице. Винеха је на престолу замијенио Телец.